# Kerry Von Erich
 (juin 2023).
Kerry Gene Adkisson, né le 3 février 1960 à Niagara Falls et mort le 18 février 1993 à Denton, est un catcheur américain connu sous le noms de Kerry Von Erich. Il est le fils du catcheur et promoteur de catch Fritz Von Erich et commence sa carrière au Texas à la Big Time Wrestling / World Class Championship Wrestling, la fédération que dirige son père. Il remporte la plupart des championnats qu'utilise cette fédération et devient aussi champion du monde poids lourd de la National Wrestling Alliance.

## Jeunesse
Kerry Gene Adkisson est le fils du catcheur Jack Barton Adkisson, plus connu sous le nom de Fritz Von Erich. Il a cinq frères : Jack, Jr. qui est mort avant sa naissance, Kevin, David (en), Michael (en) et Chris (en). Il fait du lancer de disque au sein de l'équipe d'athlétisme de son lycée et c'est son père qui l'entraîne. Il continue l'athlétisme à l'université de Houston.

## Carrière

### NWA Texas (1979–80)
Ses frères, David, Kevin, Mike et Chris, ont également été catcheur. Il fait ses débuts dans la promotion de son père, NWA Texas / Big Time Wrestling le 17 juin 1979 contre Gary Hart. Au sein du Big Time Wrestling, il détient de nombreux titres des Texas Tag Team et American Tag Team.

### World Class Championship Wrestling (1980–82)
Kerry a acquis une grande partie de sa renommée au sein du Texas "World Class Championship Wrestling (WCCW), où il est surnommé "Le guerrier des temps modernes". Le 28 décembre 1980, son premier règne au NWA American Heavyweight Tag intervient après qu'il a défait Gino Hernandez pour le titre alors vacant. Il le perdra face à Ken Patera, avant de remporter son deuxième NWA American Heavyweight Tag de The Masked Superstar. En mai et Juin 1981, Kerry échange les NWA American Heavyweight Championship avec Ernie Ladd. Le 25 octobre, il fait équipe avec Terry Orndorff et ils défont The Great Kabuki et Chan Chung pour remporter le NWA American Tag Team Championship. Après avoir participé à de courts angles comme un lutteur solo, il commence à faire équipe avec son frère Kevin. Le 15 mars 1982, les deux frères luttent face à Gary Hart et King Kong Bundy, la rencontre se conclut par une double disqualification. Le 4 juin, Von Erich bat l'ancien NWA World Heavyweight Champion, Harley Race, l'élevant par la même occasion au statut de Main Event.
Kerry commence ensuite à se quereller avec le champion du monde poids lourd de la NWA, Ric Flair. Le 15 août, il a une première occasion se s'emparer du titre NWA contre Flair, dans un combat two out of three falls. Ce dernier remporte le match, conservant ainsi le titre. Le 25 décembre, Kerry décroche une seconde opportunité de ravir le titre à Flair, dans un no disqualification steel cage match, avec Michael "PS" Hayes comme arbitre invité d'honneur. Les Fabulous Freebirds viennent aider Kerry à remporter le match, mais il refuse, déclarant ne pas vouloir gagner en trichant. Terry Gordy claque alors la porte de la cage sur la tête de Kerry, permettant à Flair de conserver à nouveau le titre. Cela aboutit à une querelle historique entre les Von Erich et les Freebirds qui durera plus de cinq ans.

### St. Louis Wrestling Club (1983)
Il a également lutté pour Saint-Louis Wrestling Club en 1983, où il a occupé une fois le NWA Missouri American Heavyweight.

### World Class Championship Wrestling (1983–89)

#### Rivalité avec the Fabulous Freebirds (1983–84)
Le 17 juin 1983, il fait équipe avec Bruiser Brody pour vaincre les Fabulous Freebirds lors du NWA American Tag Team Championship. Le 4 juillet, Kerry et ses frères aînés, Kevin et David, défont les Fabulous Freebirds lors d'un match deux sur trois à terre et remportent le Texas NWA Six-Man Tag Team Championship. Les Freebirds récupèrent le titre, le 12 août. Le 5 septembre, les frères affontent à nouveau les Fabulous Freebirds dans un match pour le titre, les Freebirds conservent leur titre en maintenant Kerry au sol. Le 24 novembre, Kerry défait Michael Hayes lors d'un match loser leaves Texas steel cage .
Le 2 décembre, les Von Erich battent les Freebirds pour leur deuxième NWA Six-Man Tag Team Championship. Le 25 décembre , Kerry vainc Kamala par disqualification. Le 30 janvier 1984, il s'associe à ses frères, Mike et David, contre les Fabulous Freebirds dans un match de 6-man tag team, qui voit les Von Erich être battus par disqualification.
Le 6 mai 1984 se déroule un des grands temps forts dans la carrière de Kerry lorsqu'il bat "Nature Boy" Ric Flair dans un match historique, devant plus de 45 000 fans au stade du Texas pour remporter le NWA World Heavyweight Championship,. La victoire de Kerry se voulait un hommage à son frère, David, décédé trois mois plus tôt et pour qui l'événement a été nommé le David Von Erich Memorial Parade of champions. Il perd la ceinture 18 jours plus tard à Yokosuka, au Japon, en faveur de Flair dans un combat entaché par la polémique. En effet, les pieds Von Erich se trouvaient sur la corde du bas à la suite d'un cumulet inversé, mais l'arbitre n'en a pas tenu compte et a entamé le décompte. Kerry a le 12e règne le plus court de l'histoire pour le titre mondial NWA. 
Selon Ric Flair, Kerry a perdu la ceinture parce qu'il ne s'est pas présenté à au moins une rencontre, voire deux. Un responsable de la NWA a donc déclaré à Flair de se rendre au Japon pour y récupérer la ceinture. Apparemment, Kerry devenait peu fiable, la raison pour laquelle sont règne fut si court. Kerry fut sommé d'abandonner la ceinture au profit de Flair avant la rencontre de la Nuit des Champions du 29 mai qui opposerait Flair à Ricky Steamboat.
Le 4 juillet, le Erichs Von perdu le titre de six hommes tag à la Fabulous Freebirds. Le titre a été suspendu en raison de l'Freebirds gagnant après les interférences par Killer Khan. Le 3 septembre, ils ont vaincu les Freebirds dans un handicap steel cage Loser Leaves Texas match pour son quatrième six man tag.

#### Diverses rivalités (1984-89)
Après la fin de leur rivalité avec les Fabulous Freebirds, les frères Von Erich rivalisaient ensuite avec Gino Hernandez, Chris Adams, et Jake Roberts. L'angle de Kerry avec Adams est né de l'angle Adams avec son frère, Kevin, qui a débuté le 28 septembre, 1984 (lorsque Adams a tourné les talons à Kevin à la suite d'une perte de titre par équipe). Afin de correspondre vis-à-vis du kayfabe, Adams et Kerry ont lutté comme un tag team deux jours plus tard à San Antonio, depuis la séparation de l'équipe précédente n'avait pas encore diffusé à la télévision. Le 27 octobre, 1984, Hernandez, Adams et Roberts défont les Von Erich pour gagner le Six Man Tag Championship  dans un match qui a vu Bobby Fulton se substituer à une blessée Kevin. Le 29 octobre, il a défait Gino Hernandez pour sa cinquième NWA American Heavyweight Championship. Le 22 novembre, il fait équipe avec Iceman Parsons pour défaire Jake Roberts et Kelly Kiniski. Plus tard, il a arbitré un Deathmatch Texas entre Terry Gordy, rival de longue date, et Killer Khan, qui a défait Gordy, par décision de Kerry. Le 25 décembre, Kerry a obtenu de nouveau un match pour le NWA World Heavyweight Championship, un titre qu'il avait perdu il y a plusieurs mois. Le champion du Flair Ric se fait volontairement disqulifier pour conserver son titre. Sur décembre 31, les von Erichs ont vaincu Hernandez, Roberts et Adams pour regagner leur NWA Six-Man Tag Team Title.
Durant ses derniers jours dans WCCW, Kerry Von Erich serait impliqué dans une feud avec Jerry «The King» Lawler (AWA World Heavyweight Champion) pour savoir qui serait le champion poids lourd incontesté. Kerry était alors le WCWA (World Class Wrestling Association (World Class 'nom définitif utilisés avant le jour MUA) Heavyweight Champion. Ils participent à un événement appelé interpromotional SuperClash III afin de régler le différend. Avant ce match, Kerry  se coupe accidentellement le bras, le faisant saigner. Pendant le match, il a également reçu une coupe à la tête. Lorsque plus tard, il tenait Lawler dans un clawhold, les épaules rivées au tapis, l'arbitre a vu le sang sur la tête de Kerry, pensent qu'elle était excessive, et a arrêté le match. La foule pensait Kerry a gagné par soumission, mais l'arbitre a arrêté le match et a attribué la décision et le Championnat WCWA à Jerry Lawler «à cause de saignements excessifs". Ce serait la fin de Kerry à la WCWA.

### United States Wrestling Association (1989–90)
Kerry ne continuent à se débattre au Sportatorium Dallas, sous la bannière USWA, qui a acquis de classe mondiale au début de l'année 1989. Il a formé une équipe avec Jeff Jarrett, et remporte le Texas heavyweight à deux reprises. En 1990, Kerry rivalise violemment avec Matt Borne, alors heel lors d'une interview sur le ring. Durant un match, les deux battus en dehors de la Sportatorium dans le parking pendant un orage. Responsable de Percy Pringle a également Heel turn, et a commencé une feud avec Kerry. Durant la hauteur de leur angle, Kerry a brusquement quitté la classe MUA / World et a rejoint le WWF, annoncé comme le Texas Tornado, laissant la tradition Von Erich au frère aîné Kevin (qui était considéré comme semi-actif) et Chris. Honoraire Von Erich "Gentleman" Chris Adams est ensuite devenu vedette principale du Sportatorium, les querelles avec les Pringle, Steve Austin, et Jeannie Clark. World Class retiré de la MUA, peu après, mais sans Kerry, directeur Gary Hart, et le manque de la télévision et des recettes, de classe mondiale a cessé ses activités trois mois plus tard.

### World Wrestling Federation (1990–1992)

#### Débuts et Intercontinental Champion (1990)
À la mi-1990, il a signé un contrat avec la World Wrestling Fédération(WWF) de Vince McMahon et a fait ses débuts le juillet 28, édition 1990 du Main Event Saturday Night comme un favori des fans sous le nom de ring Texas Tornado, battant Buddy Rose, qui par hasard a été adversaire de son frère aîné Kevin quand il fait ses débuts de lutte en 1976. À SummerSlam, Texas Tornado remplace Brutus Beefcake blessé et défait Mr. Perfect (Curt Hennig) pour remporter le WWF Intercontinental Championship,. Après être devenu Champion, Tornado défendit le titre pendant trois mois notamment lors d'un match contre Haku pendant l'édition du Saturday Night Main Event du 13 octobre, avant de perdre le titre  face à l'ancien champion de Mr. Perfect dans un match revanche le 15 décembre  (enregistré le 19 novembre) de Superstars. Kerry a perdu ce match et le titre face à Perfect en raison de l'interférence du "Million Dollar Man" Ted DiBiase.
Aux Survivor Series en 1990, tout en restant le champion Intercontinental, il a lutté dans un match de Survivor Series où il fait équipe avec le champion de la WWF The Ultimate Warrior (anciennement The Warrior Dingo dans la classe mondiale) et la Legion of Doom (Hawk et Animal). Il a été éliminé par son rival de longue date, Mr. Perfect, mais son équipe a remporté le match.

#### Diverses apparitions (1991-92)
Au Royal Rumble en 1991, il participe au Royal Rumble match où il est entré cinquième et a été éliminé par l'Undertaker après avoir participé près d'une demi-heure. Il fait ses débuts à WrestleMania lors de la septième édition, défaisant pour l'occasion Dino Bravo à la suite d'un Tornado Punch. À SummerSlam, il fait équipe avec le British Bulldog et Ricky Steamboat à un match à six par équipe pour vaincre l'équipe de The Warlord et la Power et Glory (Paul Roma et Hercule).
Aux Survivor Series, il fait équipe avec le Sgt. Slaughter, Jim Duggan, et Tito Santana contre le colonel Mustafa, The Berzerker, Skinner et Hercule. Il n'a éliminé personne, mais toute son équipe a survécu. Il a fait sa dernière apparition en pay-per-view (PPV) au Royal Rumble en 1992; il a participé au Royal Rumble pour le titre WWF vacant. Il a été éliminé par le vainqueur Ric Flair, l'homme que Von Erich a battu huit ans auparavant pour le titre NWA World Heavyweight. Il a quitté la WWF en juillet 1992 après avoir jobbé.

### United States Wrestling Federation et Global Wrestling Federation (1992–93)
Kerry est retournée au Texas et a réclamé l'USWF Texas Heavyweight Championship, où il a perdu face à Dynamite Dixon en novembre. Ce serait la dernière ceinture de Kerry. Kerry retourné à Dallas pour participer à la Global Wrestling Federation (GWF), où il commençait à faire équipe avec l'ancien Adams rival Chris. Dernier match de Kerry a eu lieu le 12 février, 1993. Ce fut un match par équipe dans la GWF au Sportatorium sur lequel Kerry et Chris Adams a perdu par disqualification à Johnny Mantell et Black Bart.

## Décès
Kerry s'est suicidé en se tirant une balle avec un revolver magnum dans la poitrine au ranch de son père à Denton, Texas, le 18 février 1993. Kerry conduisait une jeep sur un remblai escarpé lors de l'acte. Son suicide est intervenu une seule journée après qu'il a été inculpé concernant une charge de drogue pour falsification d'ordonnance et avoir appris qu'il ferait face à une peine de prison. Une cérémonie commémorative a eu lieu au Sportatorium Dallas le lendemain de son suicide avec deux discours émotionnels de Chris Adams et Marc Lowrance. Deux mois plus tard, un événement de lutte commémoratif a eu lieu en son honneur au Sportatorium, qui présentait le dernier match entre les Fabulous Freebirds et les Von Erich. Les funérailles de Kerry Von Erich a eu lieu à la First Baptist Church au centre-ville de Dallas. Son ex-épouse, Cathy, y a assisté avec les deux filles du couple, Hollie et Lacey. Bien que déjà divorcée et donc n'étant pas sa veuve, Cathy portait un costume noir de deuil complet avec chapeau noir et voile. Le père Fritz et son frère Kevin Von Erich, Adams, Lowrance, Bill Mercer, Bronko Lubich, David Manning ou encore Gary Hart ont également assisté à la cérémonie.
Son père, Fritz Von Erich, décédé en 1997, a été incinéré et ses cendres enterrées dans la même parcelle que Kerry. David Von Erich, Mike Von Erich, Chris Von Erich, et Natasha Adkisson (fille de David Von Erich) sont tous enterrés à côté de l'autre à Grove Hill Memorial Park. La tombe avec le corps de Kerry et les cendres de Fritz n'est pas immédiatement adjacente aux autres membres de la famille, mais à proximité.

### Introduction au WWE Hall of Fame
Le 16 mars 2009, WWE.com annonce que la famille Von Erich sera intronisée dans la classe 2009 du WWE Hall of Fame par son rival de longue date, Michael Hayes. Les membres de la famille intronisés sont Fritz, Kevin, Dave, Kerry, Mike et Chris Von Erich. Kevin a reçu les distinctions de son père, Fritz, ainsi que celles de chacun de ses frères. La WWE a fait deux anneaux du Hall of Fame  avec le nom de Kerry Von Erich inscrit sur l'intérieur qui ont été offerts par Kevin Von Erich aux filles de Kerry, Hollie et Lacey, accompagnée de leur mère (l'ex-femme de Kerry) Cathy. L'événement a eu lieu près du domicile de Von Erich au Toyota Center de Houston, au Texas, le 4 avril 2009.

## Vie personnelle
Kerry s'est marié le 18 juin, 1983 à Catherine M. Murray. Ils ont eu deux filles, Hollie Brooke (née le 19 septembre 1984) et Lacey (née le 17 juillet 1986). Le couple a divorcé le 22 avril 1992. Lacey Von Erich, a travaillé à TNA Impact!. Elle y a fait ses débuts le 1er octobre 2009, en se mettant en équipe avec les Beautiful People de Velvet Sky et Madison Rayne. Elle était très populaire auprès des fans de par la popularité de Kerry Von Erich à la WWE.
Kerry avait des antécédents de problèmes de drogue, et cela a pu être un facteur dans l'accident de moto en 1986 qui lui a coûté son pied droit. Des problèmes juridiques liés à la drogue peuvent avoir également conduit à son suicide en 1993.

## Palmarès
- NWA Big Time Wrestling / World Class Championship Wrestling / World Class Wrestling Association
  - NWA American Heavyweight Championship (5 fois)[40]
  - NWA American Tag Team Championship (6 fois) – with Bruiser Brody (3), Kevin Von Erich (2), Al Madril (1)[41]
  - NWA Texas Heavyweight Championship (3 fois)[42]
  - NWA Texas Tag Team Championship (3 fois) – with Bruiser Brody (1), Skip Young (1), and Tiger Conway, Jr. (1)[43]
  - NWA World Heavyweight Championship (1 fois)
  - NWA World Six-Man Tag Team Championship (Texas version) (6 fois) – with David and Kevin Von Erich (2), Kevin and Mike Von Erich (3), Kevin Von Erich and Brian Adias (1), Lance and Kevin Von Erich (1), Kevin Von Erich and Michael Hayes (1)[44]
  - NWA World Tag Team Championship (Texas version) (3 fois) – with Al Madril (1), Terry Orndorff (2)[45]
  - WCWA World Heavyweight Championship (4 fois)[46]
  - WCWA World Six-Man Tag Team Championship (2 fois) – with Kevin Von Erich and Lance Von Erich (1), Kevin Von Erich and Michael Hayes (1)[22]
  - WCWA World Tag Team Championship (4 fois) – with Kevin Von Erich (3), Jeff Jarrett (1)[47]

- Pro Wrestling Illustrated
  - PWI Match of the Year (1984) vs. Ric Flair at Parade of Champions 1 on May 6
  - PWI Most Popular Wrestler of the Year (1984)
  - Classé 24e au top 500 des catcheurs du "PWI Years" en 2003[48]

- St. Louis Wrestling Club
  - NWA Missouri Heavyweight Championship (1 fois)[49]

- United States Wrestling Federation
  - USWF Texas Heavyweight Championship (1 fois)

- World Wrestling Federation/Entertainment
  - WWF Intercontinental Championship (1 fois)[50]
  - WWE Hall of Fame (Classe 2009)

- Wrestling Observer Newsletter awards
  - Match of the Year (1984) avec Kevin et Mike Von Erich contre the Fabulous Freebirds (Buddy Roberts, Michael Hayes, and Terry Gordy) dans un Anything Goes On match le 4 juillet.